# Obleț mare dunărean
Oblețul mare dunărean (Alburnus danubicus), cunoscut  și ca oblețul mare danubian, este o specie de pește actinopterigian din genul Alburnus⁠(d). Era răspândit în lacurile de coastă din România și în Dunăre între România și Bulgaria. Actualmente specia este considerată dispărută și nu a mai fost înregistrată din 1943.
În 2019, un specimen oarecum misterios a fost prins în Dunăre, la Petrovaradin, Serbia. Este posibil ca specimenul să fi fost Alburnus danubicus, fapt ce i-ar anula statutul de specie dispărută. În același timp, ar fi putut fi un individ de Alburnus mento⁠(d) care a migrat în aval foarte departe de zona sa natală în Austria Superioară. Specimenul a fost eliberat viu după fotografiere.